# Малая Заморозовка
Малая Заморозовка — деревня в Нижнетавдинском районе Тюменской области России. Административный центр Чугунаевского сельского поселения.

## География
Деревня находится на западе Тюменской области, в пределах юго-западной части Западно-Сибирской низменности, в зоне подтайги, на левом берегу реки Иски, на расстоянии примерно 39 километров (по прямой) к западу от села Нижняя Тавда, административного центра района. Абсолютная высота — 85 метров над уровнем моря.

### Климат
Климат резко континентальный с холодной продолжительной зимой и коротким тёплым летом. Средняя температура воздуха самого холодного месяца (января) — −18,6 °C (абсолютный минимум — −53 °C); самого тёплого месяца (июля) — 17,6 °C (абсолютный максимум — 38 °С). Безморозный период длится в среднем 111 дней. Среднегодовое количество атмосферных осадков составляет 300—400 мм, из которых 70 % выпадает в тёплый период. Продолжительность залегания снежного покрова составляет в среднем 156 дней.

### Часовой пояс
Деревня Малая Заморозовка, как и вся Тюменская область, находится в часовой зоне МСК+2. Смещение применяемого времени относительно UTC составляет +5:00.

## Население
| 2010 |
| ---- |
| 39   |

### Половой состав
По данным Всероссийской переписи населения 2010 года в половой структуре населения мужчины составляли 41 %, женщины — соответственно 59 %.

### Национальный состав
Согласно результатам переписи 2002 года, в национальной структуре населения русские составляли 44 % из 46 чел., чуваши — 39 %.